# Тшенсьнев-Мали
Тшенсьнев-Мали (пол. Trzęśniew Mały) — село в Польщі, у гміні Костелець Кольського повіту Великопольського воєводства.
У 1975-1998 роках село належало до Конінського воєводства.